# トライアンフ・2000/2500
トライアンフ・2000/2500（Triumph2000/2500）はイギリスの自動車メーカー（ブランド）であるトライアンフが1963年から1977年まで生産した中型乗用車である。

## 概要
1950年代中期から改良を受けつつ、1960年にスタンダード・トライアンフがレイランドに買収された後も連綿と生産されていたスタンダード・ヴァンガードに代わって1963年に発表された新しい設計の乗用車。このモデルの登場でヴァンガードとその廉価版の4気筒車エンサインは製造終了となり、トライアンフにとっては従前の親会社に当たるスタンダード名義の自動車はなくなった。
全輪独立のサスペンション、新進気鋭のイタリア人デザイナー・ジョヴァンニ・ミケロッティがデザインした、モノコック構造を採用した新設計の車体などによって、保守的で旧式なイメージの強かった英国中級車の伝統を打破する新型車として注目された。
イギリス国内には残存数が多く中古車相場が安い上、TR4～TR6やGT6との部品互換性が高く、保守整備が容易であるため、手軽なクラシックカー趣味の対象として人気が高い。

## 変遷

### マーク1（1963年 - 1969年）
当初は「トライアンフ・2000」4ドアセダンのみが登場した。エンジンはヴァンガード（最後の「スタンダード」ブランド車となった）に1961年以来用いられていたOHV直列6気筒を流用したもので、4速マニュアル（オプションで電磁式オーバードライブも装備可能）またはボルグワーナーBW35型3速オートマチックが選択可能であった。ブレーキはサーボ付きで当初から前輪はディスクブレーキであった。
トライアンフ・2000は同年にデビューしたローバー・2000(P6)としばしば比較された。内装が伝統的な英国車趣味である点、スタイリングやサスペンション設計の革新性、工作の丁寧さではローバーに軍配が上がったが、エンジンのスムーズさでは4気筒のローバーよりも6気筒のトライアンフが勝り、イタリアン・スタイルの流麗さも当時の市場にアピールし得るもので、以後両車は常に相互ライバル的な存在となった。
1965年にはロンドンタクシーの車体製造で知られるカーボディス社が外注製作した5ドア・ステーションワゴンが追加された。
1968年には「トライアンフ・2.5PI」が追加された。同時期にデビューしたTR5PI同様、排気量を2498ccに拡大し、ルーカス社製の機械式燃料噴射装置を与えたモデルである。ライバルのローバー・2000SC同様アンダーパワーと評されていた2000に対し、性能の改善は目覚しかったが、信頼性と燃費は犠牲となり、特にオーストラリアに輸出されたPIは、酷暑によるオーバーヒートや燃料の蒸発に悩まされたため、2.5PIの現存数は比較的少ない。2.5PIの投入はローバーがP6の強化を図って1966年にSUツインキャブレター付の「2000TC」、1968年には元ビュイック用のV型8気筒エンジンを搭載した「3500TC・3500S」を登場させ、動力性能面でトライアンフに差を付けたことに対抗するためであった。
既にローバーとトライアンフは、ローバーのレイランド傘下入り（1967年）時点で同じ企業下の併存ブランドとなっており、更には1968年のブリティッシュ・モーター・コーポレーションとの統合でBLMC（ブリティッシュ・レイランド）が成立、同クラスでの社内重複車種が多数が生じていた。にもかかわらず、ローバー・P6シリーズとトライアンフ・2000/2500両車は共に生産が続行され、奇妙な社内ライバル関係は、両車が1977年に共通の後継車・ローバー・SD1にバトンタッチするまで続いた。
Mk1の2000は120,645台生産されたが、2.5PIは僅か9,029台の生産で、特にそのエステート版はシリーズ中最も希少な存在となっている。

### マーク2（1969年 - 1977年）
2000/2.5PIは1969年にミケロッティ自身のデザインによるマイナーチェンジを受け、翌1970年にデビューする2ドア・スペシャルティカーのスタッグに似たフロントデザインを採用、ダッシュボードも木目パネルが多用された、より英国車らしいデザインに変更された。
マーク2のバリエーションはベーシックな「2000」、2500ccツインキャブレター付「2500TC」、そして燃料噴射の｢2500PI｣の3種類となった。1975年には2500TCにアルミホイールやサスペンションのロールバーなどPI専用だった装備を追加した「2500S」が追加されて、PIは消滅した。MK2の2000は104,580台、2500TCは32,492台、2500PIは49,742台、2500Sは8164台が生産された。もっともその過程では、当時のBLMC車に共通した品質低下傾向の弊害は免れなかった。
1977年、2000/2500は前年に登場したローバー・SD1に6気筒2300/2600ccエンジン付き廉価版が登場したのと入れ替わりに、2200になっていたローバー・P6と共に消滅した。

## ラリー競技
1960年代より世界ラリーに参戦していたBMCワークスはミニの黄金時代の後のスポーツカー時代となる1969年。ラリー・モンテカルロにおいて2.5PIをGr.2エントリーし始め、総合8位につけたのを皮切りに1970年サファリラリーでは総合6位につけると、WRCとなり、エントラントネームも大規模な社内整理により「British Leyland Cars」となった1976年のTR7までトライアンフからクーパー・Sにスイッチしつつラリー活動をモンテカルロや地元ウェールズ・ラリーGBへスポット的に縮小しつつも参戦自体は続けられていく。

## 日本への輸入
2000は阿部モータース（現在はBMW東京地区販売店「Abe BMW」を経営している）等のトライアンフ輸入総代理店を通じ、1970年代初頭のMk2時代まで輸入されたが、台数は非常に少なく路上で見かけることは稀で、多くは外交官ナンバー車であった。2500系は正規輸入されなかった。